# Kemmuna u l-Gżejjer ta´ Madwarha
Kemmuna u l-Gżejjer ta´ Madwarha este o arie protejată (arie specială de conservare — SAC, sit de importanță comunitară — SCI, arie de protecție specială avifaunistică — SPA) din Malta întinsă pe o suprafață de 294,64 ha, integral pe uscat.

## Localizare
Centrul sitului Kemmuna u l-Gżejjer ta´ Madwarha este situat la coordonatele 36°00′46″N 14°20′11″E / 36.0129°N 14.3363°E.

## Înființare
Situl Kemmuna u l-Gżejjer ta´ Madwarha a fost declarat sit de importanță comunitară în aprilie 2004 pentru a proteja 1 specie de plante și 12 specii de animale. Alte tipuri de protecție:
- arie de protecție specială avifaunistică (în aprilie 2004)
- arie specială de conservare (în decembrie 2016)[1][2]

## Biodiversitate
Situată în ecoregiunea mediteraneană, aria protejată conține 11 habitate naturale: Faleze cu vegetație de Limonium spp. endemic de pe coastele mediteraneene, Tufărișuri halofile mediteraneene și termo-atlantice (Sarcocornetea fruticosi), Dune de pe litoral fixate cu Crucianellion maritimae, Iazuri temporare mediteraneene, Tufărișuri termo-mediteraneene și de pre-deșert, Phrygana din Mediterana de Vest de pe vârfurile falezelor (Astragalo-Plantaginetum subulatae), Pseudostepă cu ierburi și specii anuale de Thero-Brachypodietea, Pante stâncoase calcaroase cu vegetație casmofită, Galerii și tufărișuri riverane sudice (Nerio-Tamaricetea și Securinegion tinctoriae), Păduri de Olea și Ceratonia, Păduri de pin mediteraneene cu pini mezogeni endemici.
La baza desemnării sitului se află mai multe specii protejate:
- plante (1): Linaria pseudolaxiflora
- păsări (10): ciocârlie-cu-degete-scurte (Calandrella brachydactyla), Calonectris diomedea, erete de stuf (Circus aeruginosus), vânturel roșu (Falco tinnunculus), vânturel de seară (Falco vespertinus), gaia neagră (Milvus migrans), Puffinus yelkouan, graur (Sturnus vulgaris), Sylvia conspicillata, silvie mediteraneană (Sylvia melanocephala)
- mamifere (2): liliac cu urechi de șoarece (Myotis blythii), liliacul mic cu potcoavă (Rhinolophus hipposideros)